# 黑尾螢花天牛
黑尾螢花天牛（学名：Ephies apicalis）為天牛科螢花天牛屬的動物，分布不明（唯一的標本發現於嘉義縣阿里山鄉），由於紀錄極少與棲地遭破壞的因素，如今被認為是滅絕的物種。
棲息於海拔 2000 公尺左右的混合林（針葉林與闊葉林）中，根據同屬近親的習性，推測可能是訪花性。體長約 1 公分左右，翅鞘為鮮豔的紅色，表面布滿絨毛，末端約1/6為黑色，且外緣具刺，前胸背板中央有一條略粗的黑色縱紋，觸角呈鋸齒狀。